# فرودگاه اندی جما
فرودگاه اندی جما (به انگلیسی: Andi Jemma Airport) یک فرودگاه همگانی با کد یاتا MXB است که یک باند فرود آسفالت دارد و طول باند آن ۹۰۰ متر است. این فرودگاه در کشور اندونزی قرار دارد و در ارتفاع ۵۵ متری از سطح دریا واقع شده‌است.

## شرکت‌های هواپیمایی و مقصدهای پروازی
| شرکت‌های هواپیمایی | مقصدهای پروازی                      |
| ----------------- | ----------------------------------- |
| SMAC              | موتیارا                             |
| سوسی ایر          | Bua (Palopo), Makassar, Rampi, Seko |